# Кутасевич Андрій Валентинович
Андрій Валентинович Кутасевич (нар. 31 липня 1973, м. Київ) — український піаніст, педагог, музикознавець.

## Життєпис
Андрій Кутасевич народився 31 липня 1973 року в місті Києві.
1991 року закінчив фортепіанний відділ Київської середньої спеціальної музичної школи імені М. В. Лисенка (клас Даниїла Юделевича), 1996 року — фортепіанний факультет Національної музичної академії України (клас Всеволода Воробйова), 1999-го — асистентуру-стажування при академії.
1993 року вдосконалював майстерність в австрійського піаніста Рудольфа Бухбіндера на Міжнародних майстер-курсах у м. Цюріху (Швейцарія) .
Виступає із сольними програмами, у супроводі оркестру та у складі камерних ансамблів. У концертному репертуарі твори Ґ. Ф. Генделя, Й. С. Баха, Й. Гайдна, В. А. Моцарта, Л. ван Бетховена, Ф. Шуберта, Ф. Мендельсона, Ф. Шопена, Р. Шумана, Ф. Ліста, С. Франка, К. Дебюссі, С. Прокоф'єва, М. Лисенка, Л. Ревуцького, Б. Лятошинського, В. Косенка та інших.
Від 1999 року викладає на кафедрі спеціального фортепіано Національної музичної академії України, від 2010 — на посаді доцента.
Кандидат мистецтвознавства (2015), автор наукових публікацій в галузі історичного музикознавства. Сфера наукових інтересів — українське та європейське академічне музичне мистецтво XVIII–XIX століть. Основним об'єктом досліджень є національна духовна музика доби класицизму.

## Доробок
У фондах Українського радіо зберігаються записи сольних творів Й. С. Баха, В. А. Моцарта, Л. ван Бетховена, Ф. Шопена, Ф. Ліста, С. Франка, М. Лисенка, Л. Ревуцького, Б. Лятошинського.
Наукові праці присвячено спадщині видатних майстрів духовної музики С. Дегтярьова (Дегтяревського) та А. Веделя, знаковим явищам творчості М. Березовського, віденських класиків, Ф. Мендельсона та інших.

## Нагороди
- II премія IV Міжнародного фортепіанного конкурсу в рамках фестивалю «Van Vlaanderen — Brugge» (1992, м. Брюґґе, Бельгія);
- спеціальний приз за краще виконання твору композитора XX ст. на I Міжнародному музичному конкурсі імені Миколи Лисенка (1997, м. Київ);
- диплом II Міжнародного музичного конкурсу імені Миколи Лисенка (2002, м. Київ).